# Gagea elliptica
Gagea elliptica är en liljeväxtart som först beskrevs av Achille Terracciano, och fick sitt nu gällande namn av David Prain. Gagea elliptica ingår i Vårlökssläktet och i familjen liljeväxter. Inga underarter finns listade.

## Bildgalleri

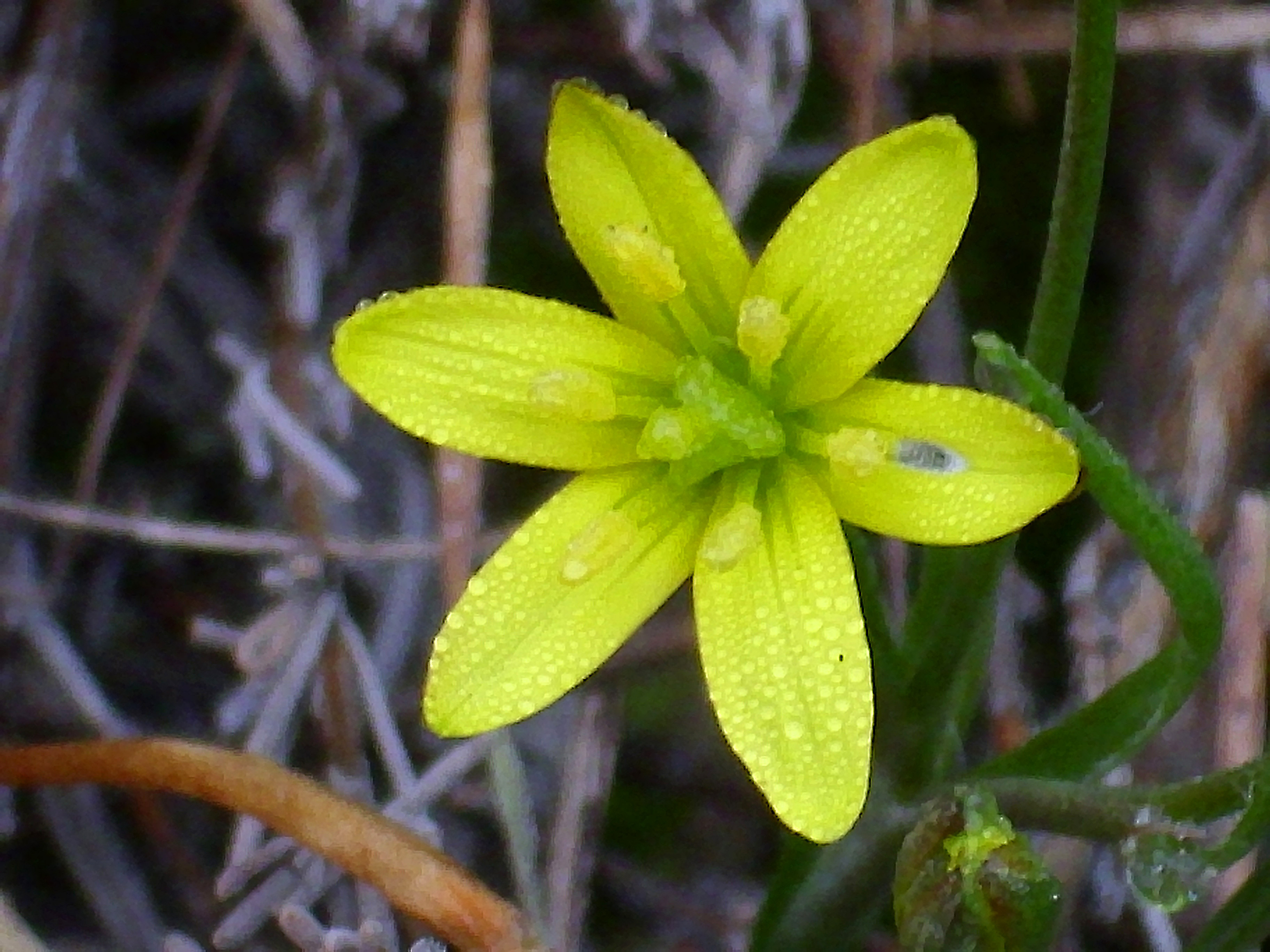
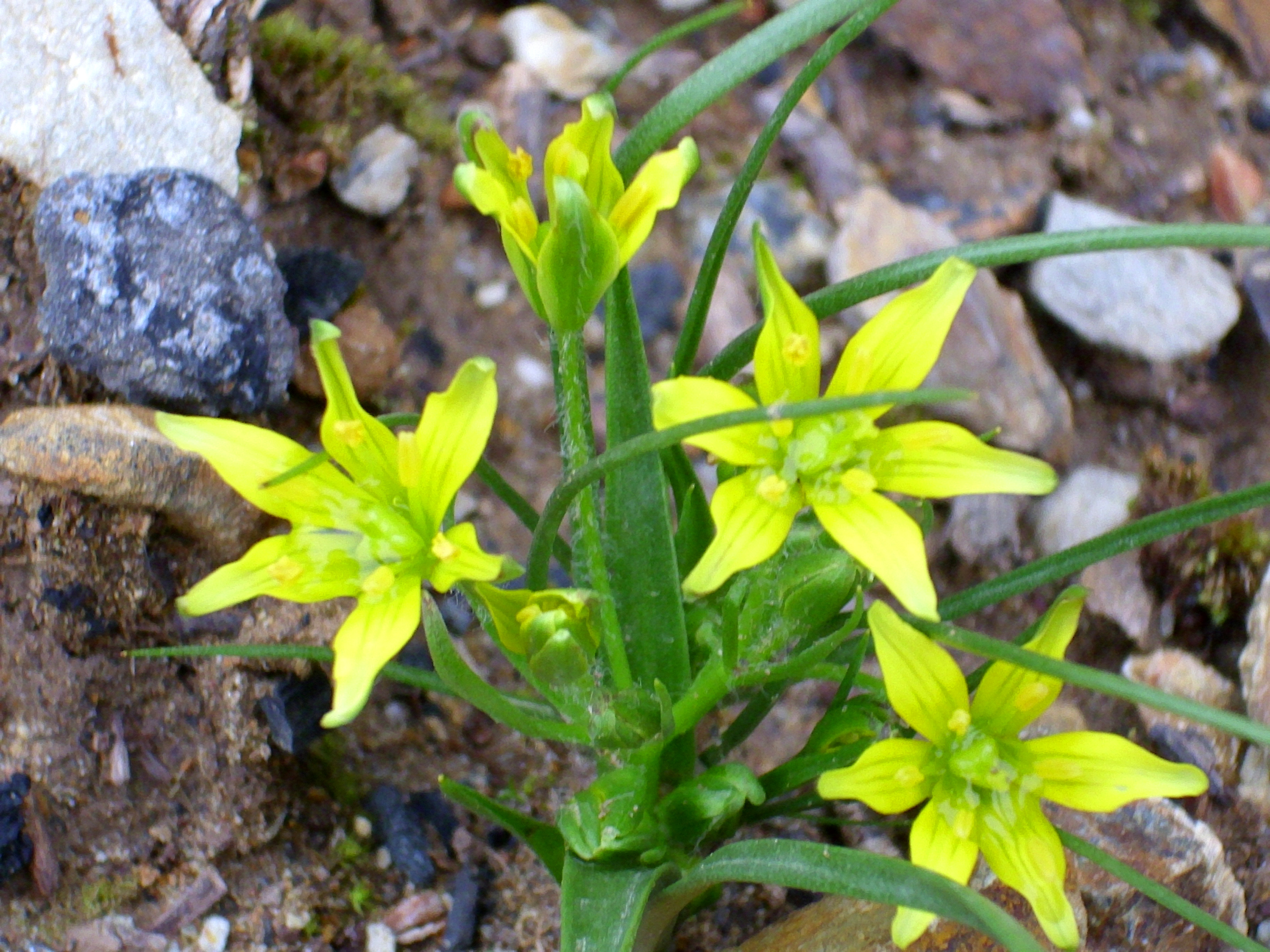